# 鍋谷堯爾
鍋谷 堯爾（なべたに ぎょうじ、1930年4月20日 - 2024年3月8日）は、日本の牧師、神学校教師、旧約聖書学者、翻訳家。

## 経歴
- 1930年 神戸市生まれ
- 慶應義塾大学経済学部卒業、外国語大学フランス語科卒業
- 1956年 神戸ルーテル神学校開校準備のために、主事として働く。同時に慶應義塾大学文学部に復学、「シェイクスピア、ハムレット」の論文によってBAを受ける。
- 1968年 ウェストミンスター神学校卒業、神学修士号取得。
- 1970年 コンコーディア神学校卒業、神学博士号取得。
- 2010年 世界宣教東京大会顧問。

## 現在
- 神戸ルーテル神学校教授
- 西日本福音ルーテル教会、三宮キリスト教会牧師
- 淀川キリスト病院評議員
- 日本ホスピス緩和ケア研究振興財団常務理事
- 神戸バイブルハウス理事

## 書籍

### 著書
- 『エズラ記 / ネヘミヤ記 / エステル記』（聖文舎、信徒のための聖書講解 旧約10) 1971
- 『人間ウインテル - 日本を愛し日本の土となった宣教師の生涯』（ウィンテル生誕百年記念委員会、聖文舎） 1974
- 『ウインテル - 人々の模範となった指導者』（教会新報社、豊かな人生文庫、少年少女信仰偉人伝39） 1983
- 『小預言書(1) 預言書序説 / ホセア書 / ヨエル書 / アモス書 / オバデヤ書 / ヨナ書』 (佐藤陽二, 原拓也, 江口武憲共著、聖文舎 、信徒のための聖書講解 旧約18） 1983
- 『小預言書(2) ミカ書 / ナホム書 / ハバクク書 / ゼパニヤ書 / ハガイ書 / ゼカリヤ書 / マラキ書』(服部嘉明, 江副栄一, 原拓也共著、聖文舎 、信徒のための聖書講解 旧約) 1984
- 『ヨシュア記 / 士師記 / ルツ記』（聖文舎、信徒のための聖書講解 旧約6） 1985
- 『主に感謝、主を讃美 旧約聖書からの説教2』（聖文舎） 1987
- 「箴言」（いのちのことば社、新聖書講解シリーズ 旧約13『箴言・伝道者の書・雅歌』） 1988
- 『人間イザヤとその預言 - 21世紀へのメッセージ』（いのちのことば社） 2000
- 『旧約聖書が、今、語りかける』（いのちのことば社） 2001
- 『詩篇を味わうⅠ：1‐41篇』（飛鷹美奈子協力、いのちのことば社） 2005
- 『詩篇を味わうⅡ：42‐90篇』（飛鷹美奈子協力、いのちのことば社） 2006
- 『詩篇を味わうⅢ：90‐150篇』（飛鷹美奈子協力、いのちのことば社） 2007
- 『老いること、死ぬこと』（森優共著、いのちのことば社） 2011
- 『創世記を味わうI 創世記1:1-5』 （飛鷹美奈子協力、いのちのことば社） 2009
- 『創世記を味わうⅡ 創世記1：6-2：4』 （飛鷹美奈子協力、いのちのことば社） 2011
- 『創世記を味わうⅢ 創世記2:4-25』 （飛鷹美奈子協力、いのちのことば社） 2012
- 『創世記を味わうIV 創世記3:1-24』 （飛鷹美奈子協力、いのちのことば社） 2013
- 『イザヤ書注解』上・下（いのちのことば社） 2014
- 『イザヤ書を味わう』（いのちのことば社） 2014
- 『預言書を味わう』（飛鷹美奈子協力、いのちのことば社） 2015
- 『ある医学生の友情 - 病床の友との往復書簡』（兼川平和共著、いのちのことば社） 2015

### 訳書
- 『族長の時代』（C・F・ファイファー 、聖文舎、旧約歴史シリーズ1） 1971
- 『統一王国時代』（C・F・ファイファー 、聖文舎、旧約歴史シリーズ3） 1973
- 『分裂王国時代』（C・F・ファイファー 、聖文舎、旧約歴史シリーズ4） 1972
- 『現代神学小史』（カール・ヴィスロフ、勝原忠明共訳、いのちのことば社） 1975
- 『説教のこころ』（カール・F・ヴィスロフ、解説・編集、いのちのことば社） 1978
- 『キリスト教倫理』（カール・ヴィスロフ、いのちのことば社） 1980
- 『ルターによる日々のみことば』（マルチン・ルター、聖文舎） 1981
- 『キリスト教教義学』（H・ジェーコブズ、聖文舎）1982
- 『ルターとカルヴァン』（カール・F・ヴィスロフ、勝原忠明共訳編、いのちのことば社） 1990
- 『キリスト教入門』（カール・F・ヴィスロフ、いのちのことば社） 1991
- 『実践旧約ヘブル語文法』（J・ワイングリン、宮崎茂共訳、いのちのことば社） 1996
- 『祈りの世界』（O・ハレスビー、日本基督教団出版局） 1998
- 『旧約聖書の本文研究 - 『ビブリア・ヘブライカ』入門』（エルンスト・ヴュルトヴァイン、本間敏雄共訳、日本基督教団出版局） 1999
- 『みことばの糧』（O・ハレスビー、日本キリスト教団出版局）2000
- 『みつばさのもとに - 信仰といやし』（O・ハレスビー、日本基督教団出版局） 2003
- 『マルティン・ルター 日々のみことば』（マルチン・ルター、いのちのことば社） 2004
- 『イザヤ書 - ティンデル聖書注解』（アレック・モティア、橘内明裕共訳、いのちのことば社） 2006